# 戶田惠
戶田惠（日语：／ Toda Megumi，1990年12月8日—）是日本的女性聲優，東京都出身。血型B型。talk back養成所畢業。Kenyu Office準所屬。

## 人物
興趣是護髮、卡拉OK、購物、觀劇。擅長製作點心與插畫。
持有「河童捕獲許可証」。

## 演出作品
※粗體字為主要角色。

### 電視動畫
2012年
- HUNTER×HUNTER（阿麻奈）
- 戰國Collection（園兒）
- 咬尾蟲（櫻、橘）

2013年
- 加油！魯魯洛洛（瑪姬媽媽、年輕太太、小寶寶）
- 小醫師大玩偶（泡泡猴）
- 麵包超人（小孩、櫻桃B、小孩C）
- 王者天下 第2期（側女）

2014年
- 宇宙浪子（女僕、宇宙人的小孩）
- HAMATORA ─超能偵探社─（葬禮的女性）
- 鬼燈的冷徹（電視聲、小野小町、飼主、侍女、新卒）
- 櫻Trick（飯塚柚[3]）
- 超爆裂異次元卡片大戰 Gigant Shooter 司（葵兄弟〈兄〉）
- Baby Steps ~網球優等生~（白河揚羽）
- 魔術快斗1412（女性客、情侶女）

2015年
- 與魔共舞（聲）
- 百合熊風暴（學生3）
- 無頭騎士異聞錄 DuRaRaRa!!×2 承（小望）
- 船梨精搖搖搖日和（春斗、青船梨精）
- 絕命制裁X（南城亞里沙）
- 干支魂（奇奇[4]）
- 哆啦A夢（同學B）
- 亂步奇譚 拉普拉斯的遊戲（陪酒女B）
- 全部成為F THE PERFECT INSIDER（黛博拉）
- 勇敢節拍（田中英史）

2016年
- 紅殼的潘朵拉（櫃台人員A）
- 無頭騎士異聞錄 DuRaRaRa!!×2 結（小望）
- 虹色時光（千葉[5]、女學生）
- 雙星之陰陽師（愛川優奈）
- B-PROJECT〜鼓動＊Ambitious〜（女孩子A）
- NEW GAME!（篠田初[6]）
- ALL OUT!!（女學生）

2017年
- 雛子的筆記（劇團員、廣播、不良少女）
- 覆面系NOISE（學生廣播、女性審查員）
- sin 七大罪（十束真莉亞）
- 潔癖男子青山（力石結子、優）
- 猜謎王（九條木乃美）
- 最遊記RELOAD BLAST（村裡的女性、小孩、母親、女性、村人）
- NEW GAME!!（篠田初）

2018年
- 遊戲3人娘（阿格里帕[7]、網球社顧問、大學的友人、安藤老師、貓）

2019年
- 粉彩回憶（里中小町[8]）
- 笑容的代價（菈娜、愛麗莎·蘭古佛特）
- 一弦定音！（鈴森詩）
- 實況主的逃脫遊戲【直播中】（忍霧櫻）

2020年
- 弩級戰隊HXEROS（伊藤陽香）

2021年
- 2.43 清陰高中男子排球社（黑羽絃子）
- 桃子男孩渡海而來（眼鬼／卡洛特）
- D_CIDE TRAUMEREI THE ANIMATION（愛莉的母親）
- 暗黑企業的迷宮（希亞）
- 異世界食堂2（愛麗絲）

2022年
- 最遊記RELOAD -ZEROIN-（白龍）
- 神奇柑仔店 錢天堂（皐月遙）

2023年
- 機戰少女Alice Expansion（母親）
- 偶像大師 百萬人演唱會！（舞濱步）

2024年
- 常軌脫離Creative（和泉妃愛[9]）

2025年
- 金牌得主（那智鞠緒[10]））
- 為丑女獻上花束（黑川千夏）

### OVA
2012年
- 這個男子、撿到了人魚。（小綱）

2013年
- 暗殺教室（矢田桃花）※JUMP SUPER ANIME TOUR 2013上映作品

2014年
- ZEPHYR（女子1）※Rejet Fes.2014 限定動畫

2015年
- 無頭騎士異聞錄 DuRaRaRa!!２ 承 外傳!? 第4.5話（小四、淘氣女孩子）
- 女神異聞錄4 黃金版 Another End Episode
- 鬼燈的冷徹（天使朱色）※18卷限定版[11]

2016年
- 虹色時光「虹色日和」（千葉）

### 動畫电影
2015年
- 怪物的孩子

2016年
- 可愛巧虎島 巧虎與繪本之國（馬卡龍妹）
- POP IN Q（三橋奈奈[12]）

2017年
- 虐殺器官

### 網路動畫
2021年
- 干支魂～貓客萬來～（奇奇）

### 遊戲
2013年
- 偶像大師 百萬人演唱會（舞濱步[13]）
- 必殺仕事人 〜懲罰收藏〜（白鳥百合子、野野村堇、野中香奈）

2014年
- 我家公主最可愛（栗鼠姬 娜娜美·羅莉絲）
- 伊絲塔利亞傳說（清淨神亞娜希塔）

2015年
- 阿瓦貝爾Online（聲音類型女性07）
- Infinite Drive（柯賽特、瑪莉、賽西露）
- 此劍即君 for V（阿松[14]）
- 幻獸契約Cryptract（莎夏[15]、布凱、塔妮亞、貓、米拉[16]、伊希斯、戴芙妮特、貝蕾塔、波莉、賽蓮、香茅、亞拉、非洲獅子貓）
- 白貓Project（雨露葉·蕾妮蒂[17]）
- 小小亞瑟王（首領路德維嘉）
- 戰國明日香ZERO（《迎春初傾奇》前田慶次）
- 戰國大戰 -1615 -（SS能島姬、R長尾景秋、R青柳、UC勝女姬）
- 刀劍神域 Code Register（露卡、椿姬）
- 刀劍神域 Lost Song
- 無頭騎士異聞錄 DuRaRaRa!! Relay（女子高生、森林風女子）

2016年
- 赤砂墜落之月（僚布）
- 奧丁領域 里普特拉西爾（鳳凰騎士）
- 學戰都市Asterisk 鳳華絢爛（夏農·索絲貝尼、對講機聲音、媒體記者）
- 極限凸旗 七海盜（朵蘿亞）
- 召喚夜響曲6 消逝的境界（卡希絲[18]）
- 車娘收藏（Premacy、SAI）
- 戰國大戰 - 1477-1615 日之本 邁向一統的軍記-（亘理御前）
- 為了誰的鍊金術師（安娜）
- DIABOLIK LOVERS LUNATIC PARADE（吸血鬼少年、母親、吸血鬼女F）
- 龍族創世紀 -聖戰之絆-（林德蟲）
- 殺戮魅影（阿斯卡隆）
- 武装少女（虻川慧）
- 魔物娘☆後宮（梅雅、杜魯切）

2017年
- 偶像大師 百萬人演唱會！劇場時光（舞濱步）
- 閃耀幻想曲（篠田初、飯塚柚）

2018年
- 被妳的眼神所打動（塚端美子[19]）

2019年
- 永遠的7日之都（十玖）

2023年
- 超偵探事件簿 霧雨謎宮（久留美＝溫蒂）

### CD

#### 廣播劇CD
2012年
- 國崎出雲軼事（女服務生、女子高生）※單行本11卷附廣播劇CD限定版

2013年
- 角色歌CD「最遊記」～玄奘三藏～（女性、小孩）

2015年
- THE IDOLM@STER MILLION LIVE! 2nd ANNIVERSARY 765PRO LIVE THE@TER記念派對廣播劇CD（舞濱步）
- O.B.（瑞希）

2016年
- 電視動畫「NEW GAME!」廣播劇CD（篠田初[20]）

#### 音樂CD
| 發售日   | 名稱                                                             | 演唱名義 | 歌曲名稱                                       | 備註                                  |
| 2013年   | 2013年                                                           | 2013年 | 2013年                                         | 2013年                                |
| -------- | ---------------------------------------------------------------- | --- | ---------------------------------------------- | ------------------------------------- |
| 4月24日  | THE IDOLM@STER LIVE THE@TER PERFORMANCE 01 Thank You!            | 765 MILLIONSTARS | 「Thank You!」                                 | 遊戲《偶像大師 百萬人演唱會！》主題曲 |
| 4月24日  | THE IDOLM@STER LIVE THE@TER PERFORMANCE 01 Thank You!            | 765THEATER ALLSTARS | 「Thank You!（765THEATER ver.）」              | 遊戲《偶像大師 百萬人演唱會！》主題曲 |
| 2014年   |                                                                  | |                                                |                                       |
| 1月29日  | Won(*3*)Chu KissMe! / Kiss(and)Love                              | SAKURA*TRICK［高山春香（戶松遙）、園田優（井口裕香）、野田琴音（相坂優歌）、南雫（五十嵐裕美）、池野楓（淵上舞）、飯塚柚（戶田惠）］                | 「Won(*3*)Chu KissMe!」                        | 電視動畫《櫻Trick》片頭曲             |
| 1月29日  | Won(*3*)Chu KissMe! / Kiss(and)Love                              | SAKURA*TRICK［高山春香（戶松遙）、園田優（井口裕香）、野田琴音（相坂優歌）、南雫（五十嵐裕美）、池野楓（淵上舞）、飯塚柚（戶田惠）］                | 「Kiss(and)Love【SAKURA♪Ver.】」               | 電視動畫《櫻Trick》                   |
| 2月26日  | SAKURA♪SONG 03                                                   | 飯塚柚（戶田惠） | 「」                                           | 電視動畫《櫻Trick》                   |
| 2月26日  | THE IDOLM@STER LIVE THE@TER PERFORMANCE 11                       | 舞濱步（戶田惠） | 「Get My Shinin’」                             | 遊戲《偶像大師 百萬人演唱會！》       |
| 2月26日  | THE IDOLM@STER LIVE THE@TER PERFORMANCE 11                       | 菊地真（平田宏美）、雙海真美（下田麻美）、島原埃琳娜（角元明日香）、舞濱步（戶田惠）                                                                | 「Fu-Wa-Du-Wa」                                | 遊戲《偶像大師 百萬人演唱會！》       |
| 4月9日   | SAKURA♪SONG ALBUM SAKURA*SAKU -櫻*作-                            | SAKURA*TRICK［楓（淵上舞）&柚（戶田惠）］ | 「VENUS -be us!-」 「Kiss(and)Love【楓＆柚】」 | 電視動畫《櫻Trick》                   |
| 6月7日   | THE IDOLM@STER LIVE THE@TER SOLO COLLECTION Vol.01               | 舞濱步（戶田惠） | 「Fu-Wa-Du-Wa」                                | 遊戲《偶像大師 百萬人演唱會！》       |
| 2015年   |                                                                  | |                                                |                                       |
| 1月28日  | THE IDOLM@STER LIVE THE@TER HARMONY 07                           | BIRTH［菊地真（平田宏美）、萩原雪步（淺倉杏美）、舞濱步（戶田惠）、三浦梓（高橋智秋）、矢吹可奈（木戶衣吹）］                                       | 「Birth of Color」 「Welcome!!」               | 遊戲《偶像大師 百萬人演唱會！》       |
| 1月28日  | THE IDOLM@STER LIVE THE@TER HARMONY 07                           | 舞濱步（戶田惠） | 「」                                           | 遊戲《偶像大師 百萬人演唱會！》       |
| 4月22日  | blue moment                                                      | 萌力BOB（村川梨衣、大原沙耶香、松井惠理子、巽悠衣子、相坂優歌、內田真禮、生天目仁美、小澤亞李、淵上舞、戶田惠、佐佐木未來、本多真梨子、花守由美里） | 「blue moment」                                | 電視動畫《干支魂》片尾曲              |
| 6月17日  | 干支魂 角色歌迷你專輯 (3)                                        | 兔寶（相坂優歌）、小馬（小澤亞李）、奇奇（戶田惠）、小狗（本多真梨子）                                                                              | 「」                                           | 電視動畫《干支魂》                    |
| 6月17日  | 干支魂 角色歌迷你專輯 (3)                                        | 奇奇（戶田惠）、小狗（本多真梨子） | 「」                                           | 電視動畫《干支魂》                    |
| 6月17日  | 干支魂 角色歌迷你專輯 (3)                                        | 奇奇（戶田惠） | 「blue moment［］」                            | 電視動畫《干支魂》                    |
| 2016年   |                                                                  | |                                                |                                       |
| 1月30日  | THE IDOLM@STER LIVE THE@TER SOLO COLLECTION Vol.03 Dance Edition | 舞濱步（戶田惠） | 「Birth of Color」                             | 遊戲《偶像大師 百萬人演唱會！》       |
| 7月27日  |                                                                  | fourfolium（高田憂希、山口愛、戶田惠、竹尾步美） | 「」                                           | 電視動畫《NEW GAME!》片頭曲           |
| 7月27日  | 「Shake!」                                                       | fourfolium（高田憂希、山口愛、戶田惠、竹尾步美） | 電視動畫《NEW GAME!》關連曲                    |                                       |
| 7月27日  | Now Loading!!!!                                                  | fourfolium（高田憂希、山口愛、戶田惠、竹尾步美） | 「Now Loading!!!!」                            | 電視動畫《NEW GAME!》片尾曲           |
| 7月27日  | Now Loading!!!!                                                  | fourfolium（高田憂希、山口愛、戶田惠、竹尾步美） | 「」                                           | 電視動畫《NEW GAME!》關連曲           |
| 12月21日 | NEW GAME! 角色歌CD Lv.4                                          | 篠田初（戶田惠）、櫻寧寧（朝日奈丸佳） | 「」                                           | 電視動畫《NEW GAME!》關連曲           |

### BD、DVD
- THE IDOLM@STER MILLION LIVE! 2ndLIVE ENJOY H@RMONY!! Live Blu-ray Day1（2015年）[21]

## 外部連結
- 事務所公開簡歷（日語）
- sweet KOTODAMA! （页面存档备份，存于）（日語）
- 戶田惠的X（前Twitter）（日語）